# Стад Жерлан
„Стад дьо Жерлан“ (или само „Стад Жерлан“) е стадион в град Лион, Франция.
Той е дом на местния „Олимпик“ - футболен отбор от Лига 1. Има капацитет от 40 500 седящи места.
Стадионът попада в Трета категория стадиони по критериите на УЕФА. Приемал е мачове от Евро 1984, Мондиал 1998, както и от световните първенства по ръгби през 1972 и 2007 г.

## История
През 1910 г. Едуард Херио – кметът на Лион, предлага в града да се построи спортен стадион с лекоатлетическа писта и колодрум. Строежът започва през 1914 г. с надежди да бъде завършен преди Международната изложба същата година. Заради Първата световна война строежът е временно спрян и е възобновен след края на войната с помощта на много германски военнопленници през 1919 г. Функционира пълноценно от 1920 г. и е официално открит от Херио през 1926 г.
Първоначално колоездачна писта, която е премахната, за да се увеличи капацитетът на 50 000 места. За да се подготви стадионът за Мондиал 1998, е направена реконструкция, като съоръжението се покрива изцяло със седалки. Вследствие на това максималният капацитет се свежда до 40 500 места.
От 1950 г. „Олимпик“ (Лион) играе на стадиона домакинските си мачове от „Лига 1“ – най-високото ниво на френския футбол. Рекордът за посещаемост за „Лига 1“ е 48 552 души в дербито между Лион и Сент-Етиен през 1982 г.